# Abbas Hassan
Abbas Hassan (* 10. Mai 1985) ist ein ehemaliger libanesisch-schwedischer Fußballspieler. Der Torwart stand 2006 im Kader von IF Elfsborg, der den schwedischen Meistertitel gewann und holte 2014 mit dem Klub den schwedischen Landespokal.

## Werdegang
Hassan begann mit dem Fußballspielen bei Arvidstorps IK. 2002 schloss er sich der Jugendabteilung von IF Elfsborg an, wo er in der Folge die verschiedenen Jugendmannschaften durchlief und 2003 von Auswahltrainer Peter Gerhardsson in die schwedische U-18-Nationalmannschaft berufen wurde.
In der Spielzeit 2005 rückte Hassan als dritter Torwart in den Erstligakader von IF Elfsborg auf. Am 20. Juni des Jahres kam er zu seinem Debüt in der Allsvenskan, als er für den verletzten Johan Wiland im Spiel gegen Malmö FF eingewechselt wurde. In der Folge rückte er hinter dem eigentlichen zweiten Torwart Håkan Svensson zum ersten Ersatzmann auf. Als dieser Ende August des Feldes verwiesen wurde, etablierte er sich in der Folge im Tor des Klubs aus Borås und kam im gesamten Saisonverlauf zu zehn Ligaeinsätzen. Damit spielte er sich ins Notizbuch von Tommy Söderberg und Jörgen Lennartsson, den Betreuern der schwedischen U-21-Auswahl. Zu Beginn des Jahres 2006 kam er in zwei Spielen der Juniorennationalmannschaft zum Einsatz.
Bei seinem Verein kehrte Hassan jedoch ins zweite Glied zurück und blieb in der Meisterschaftssaison 2006 ohne Ligaeinsatz. Folglich wurde er auch in der U-21-Auswahl nicht mehr berücksichtigt. Auch in den folgenden Jahren blieb er hinter Wiland zweiter Torhüter und kam lediglich 2007 zu drei weiteren Einsätzen. Als Wiland den Klub zu Beginn des Jahres 2009 verließ, wurde mit Ante Covic ein neuer Torwart verpflichtet. Hinter diesem blieb Hassan zweite Wahl, so dass er sich im Sommer des Jahres zum Abschied von IF Elfsborg entschied.
Hassan wechselte im Juli auf Leihbasis für ein Jahr zum vom schwedischen Trainer Magnus Pehrsson betreuten dänischen Klub Aalborg BK, um den zu AC Horsens gewechselten Kenneth Stenild als Ersatzmann von Karim Zaza zu ersetzen. Bei seinem neuen Klub traf er mit Louay Chanko und Andreas Johansson auf zwei weitere Landsmänner. Hinter Zaza blieb er im kompletten Saisonverlauf ohne Einsatzzeit.
Im Sommer 2010 verließ Hassan IF Elfsborg erneut auf Leihbasis und schloss sich bis zum Saisonende IFK Norrköping in der Superettan an, um hinter Niklas Westberg als Ersatztorhüter zu fungieren. In zwei Ligaeinsätzen wirkte er am Wiederaufstieg des Klubs in die Allsvenskan mit. Kurz vor Jahresende 2010 verpflichtete ihn der Klub fest, bei dem er einen Drei-Jahres-Vertrag unterzeichnete. In der Vorbereitung verdrängte er seinen Konkurrenten und stand in den ersten fünf Saisonspielen zwischen den Pfosten, ehe er verletzungsbedingt zwischenzeitlich Westberg den Vortritt lassen musste. Ab dem neunten Spieltag wieder Stammtorhüter rückte er nach einer 0:5-Auswärtsniederlage bei Kalmar FF Mitte August wieder ins zweite Glied. Nach Saisonende verließ Westberg den Klub und Hassan war zu Beginn der Spielzeit 2012 wieder Stammkraft. Erneut konnte er seine Position nicht dauerhaft behaupten, Nachwuchstorhüter David Nilsson verdrängte ihn und bestritt 19 der 30 Saisonspiele. Zwischenzeitlich nur noch dritter Torhüter liebäugelte er mit einem Wechsel, im Februar 2013 kehrte er zu IF Elfsborg zurück. Dort war er hinter Kevin Stuhr Ellegaard Ersatztorhüter und bestritt in der Spielzeit 2013 zwei Saisoneinsätze. Im Januar 2014 verlängerte er seinen Vertrag um zwei Jahre. Im Mai des Jahres kam er im Endspiel um den schwedischen Landespokal gegen Helsingborgs IF zu einem Kurzeinsatz, als er Mitte der zweiten Halbzeit für den verletzten Ellegaard eingewechselt wurde. Durch einen Treffer von Lasse Nilsson holte die Mannschaft mit einem 1:0-Erfolg den Titel. Nachdem er auch in den folgenden Jahren nicht über die Rolle des Ersatzmannes hinausgekommen war, verließ er im Sommer 2016 den Klub in Richtung Örgryte IS. Beim Göteborger Zweitligisten unterzeichnete er einen bis zum Jahresende gültigen Vertrag.
2017 wechselte Hassan zum Nejmeh Club nach Beirut, mit dem er 2017 und 2018 den Elite Cup gewann. 2020 beendete er dort seine Laufbahn.

## International
Hassan durchlief zunächst die Jugendmannschaften des Svenska Fotbollförbundet. 2003 debütierte er bei einer 1:6-Niederlage gegen Spanien in der schwedischen U-18-Auswahl. Im Herbst 2005 wurde er in die U-21-Nationalmannschaft berufen, war aber hinter Christoffer Källqvist nur Ersatzmann. Im Februar 2006 stand er bei der 0:1-Niederlage gegen Irland in der ersten Halbzeit zwischen den Pfosten, ehe Marcus Sahlman eingewechselt wurde. In der Folge wechselte er mit Sahlman und Ivo Vazgeč in der Rolle des Ersatzmanns, als Johan Dahlin sich als Stammtorhüter etablierte.
Anfang 2012 berief Theo Bücker Hassan erstmals für die libanesische Nationalmannschaft an, bei seinem Länderspieldebüt blieb er beim 1:0-Erfolg über den Irak durch ein Tor von Ahmad Zreik ohne Gegentor. In der Folge etablierte er sich als Stammtorhüter der Auswahlmannschaft, mit der er am Jahresende an der Westasienmeisterschaft 2012 teilnahm. Trotz Auftaktsieg gegen den späteren Gruppensieger Oman bedeuteten Niederlagen gegen Palästina und Kuwait das Ausscheiden als Gruppenletzter. Im Rahmen der Qualifikation zur Weltmeisterschaft 2014 ließen er und seine Mannschaftskameraden im Spiel gegen Südkorea aufhorchen, als der Favorit erst in der Nachspielzeit Hassan zum 1:1-Ausgleich überwinden konnte. In der Qualifikation zur Asienmeisterschaft 2015 verpasste er mit der mittlerweile von Giuseppe Giannini trainierten Mannschaft mit einem Punkt Rückstand auf Kuwait die Endrundenteilnahme. Nach dem abschließenden 5:2-Erfolg gegen Thailand rückte er jedoch in der Nationalmannschaft ins zweite Glied, fortan war vornehmlich Lary Mehanna Stammtorhüter. Nachdem Hassan zwischenzeitlich nicht mehr nominiert worden war, saß er unter Gianninis Nachfolger Miodrag Radulović 2018 als Vertreter der neuen Nummer 1 Mehdi Khalil zeitweise wieder auf der Bank. Insgesamt bestritt er 24 Länderspiele, davon 22 offizielle gemäß FIFA-Zählweise.